# Astahove, Sverdlovsk
Astahove (în ucraineană Астахове) este un sat în comuna Dariino-Iermakivka din raionul Sverdlovsk, regiunea Luhansk, Ucraina.

## Demografie
Componența lingvistică a localității Astahove
     Rusă (51,59%)
     Ucraineană (48,29%)
Conform recensământului din 2001, majoritatea populației localității Astahove era vorbitoare de rusă (51,59%), existând în minoritate și vorbitori de ucraineană (48,29%).